# Келс (Килкенни)
Келс (англ. Kells; ирл. Ceanannas) — деревня в Ирландии, находится в графстве Килкенни (провинция Ленстер).

## Демография
Население — 268 человек (по переписи 2006 года). В 2002 году население составляло 176 человек.
Данные переписи 2006 года:
| Общие демографические показатели |               |                               |                               |      |      |
| Всё население                    | Всё население | Изменения населения 2002—2006 | Изменения населения 2002—2006 | 2006 | 2006 |
| 2002                             | 2006          | чел.                          | %                             | муж. | жен. |
| 176                              | 268           | 92                            | 52,3                          | 134  | 134  |